# Pikmin 4
Pikmin 4 es un videojuego de estrategia en tiempo real, desarrollado y publicado por Nintendo para Nintendo Switch. Es la cuarta entrega principal de la serie Pikmin. Es una secuela directa de Pikmin 3, lanzada el 21 de julio de 2023.

## Jugabilidad
Pikmin 4 tiene el juego estándar de la serie Pikmin. El jugador controla a un líder minúsculo, al mando de las especies más pequeñas. Agrega una nueva mecánica para implementar los Pikmin, y una opción de cámara mucho más cerca del suelo en énfasis.

## Desarrollo
En julio de 2015, dos años después del estreno de Pikmin 3, Miyamoto confirmó que Pikmin 4 estaba en desarrollo desde ese entonces; de hecho, indicó que estaba "muy cerca de completarse", aunque no especificó para qué plataformas estarían disponibles.
El 7 de septiembre de 2015, confirmó a Eurogamer que Pikmin 4 estaba en desarrollo y "muy cerca de completarse". El 7 de julio de 2016, Miyamoto dijo en una entrevista del E3 con Game Rant que Pikmin 4 todavía estaba en desarrollo, aunque con una prioridad más baja. El 19 de junio de 2017, Miyamoto aseguró a Eurogamer que el juego seguía "progresando".
Durante el E3 2016, Miyamoto declaró en una entrevista oficial, que seguían trabajando en Pikmin 4, pero que en ese momento no era considerado como una prioridad clave para el equipo.
En el E3 2017, cuando se le volvió a consultar por el estado del juego, Miyamoto se limitó a decir que aún seguía en desarrollo . Poco después se estrenaría Hey! Pikmin, para la Nintendo 3DS y sus variantes restantes.
Finalmente, durante el Nintendo Direct del 13 de septiembre de 2022, nueve años después del estreno de Pikmin 3, Miyamoto en persona da a conocer oficialmente el juego mediante un breve video, señalando que Pikmin 4 estará disponible en algún momento de 2023. Aunque no dio a conocer muchos detalles del juego, pero sí explicó que se podrá jugar desde la perspectiva de los pikmin fijamente, o sea, a nivel del suelo. También señaló que, gracias al Nintendo Switch, controlar el juego será mucho más sencillo en comparación a las entregas anteriores.

## Comercialización y lanzamiento
Fue anunciado por Shigeru Miyamoto en el Nintendo Direct del 13 de septiembre de 2022. El video vislumbra el juego, sin detalles sobre la jugabilidad o la historia. Nintendo también anunció que la camiseta de Pikmin que usó Miyamoto oficialmente durante el anuncio también se lanzará en la tienda de Nintendo New York y en el sitio web de Nintendo en 2023.